# Minerva Castillo Rodríguez
Minerva Castillo Rodríguez (Chihuahua, Chihuahua; 26 de octubre de 1955) es una política mexicana, miembro del Partido Revolucionario Institucional. Fue diputada federal para la LXII Legislatura.

## Biografía
Castillo Rodríguez nació en Chihuahua, Chihuahua el 26 de octubre de 1955 y es contadora pública y licenciada en administración de empresas por la Facultad de Contaduría y Administración de la Universidad Autónoma de Chihuahua.

### Carrera política
Minerva inició su carrera política luego de laborar desde los años 70 en diversas dependencias del gobierno municipal de Chihuahua, estatal y en dependencias federales para el estado de Chihuahua. A la par inició su militancia en el Partido Revolucionario Institucional.
En 2004 fue candidata a diputada al Congreso de Chihuahua por el Distrito 18 por la coalición "Alianza con la Gente" conformada por los partidos Revolucionario Institucional, del Trabajo y Verde Ecologista de México, resultando electa para la LXI Legislatura luego de ganarle al candidato Fernando Reyes Ramírez de la coalición "Todos Somos Chihuahua".
En 2010 fue candidata de su partido y el Verde Ecologista de México además de Nueva Alianza para las elecciones de ese año a sindica municipal, resultando electa para el periodo 2010-2013, y tomando protesta el 10 de octubre de 2010 y dejando el cargo el 7 de febrero de 2012 para ser candidata a diputada federal por el Distrito electoral federal 6 de Chihuahua, resultando vencedora tras obtener el triunfo sobre la candidata del PAN Blanca Gámez Gutiérrez, tomó protesta como diputada el 1 de septiembre de 2012.
Dentro de la Cámara de Diputados formó parte de las comisiones de Medio Ambiente y Recursos Naturales, Ciencia y Tecnología y Vigilancia de la Auditoría Superior de la Federación. Se desempeñó como diputada hasta 2015 para posteriormente pasar a ser Directora de Administración del Instituto de Seguridad y Servicios Sociales de los Trabajadores del Estado durante la dirección de José Reyes Baeza Terrazas. Renunció al cargo a principios de 2018 para buscar ser candidata a diputada federal por el Distrito 8 para las elecciones de ese año, terminando finalmente registrada como tal el 27 de enero de 2018.